# Ghūgus
Ghūgus är en ort i Indien.   Den ligger i delstaten Maharashtra, i den centrala delen av landet, 1 000 km söder om huvudstaden New Delhi. Ghūgus ligger 199 meter över havet och antalet invånare är 31 859.
Terrängen runt Ghūgus är platt. Runt Ghūgus är det ganska tätbefolkat, med 192 invånare per kvadratkilometer. Närmaste större samhälle är Chandrapur, 19,2 km öster om Ghūgus. Trakten runt Ghūgus består till största delen av jordbruksmark.